# Alte Kollau

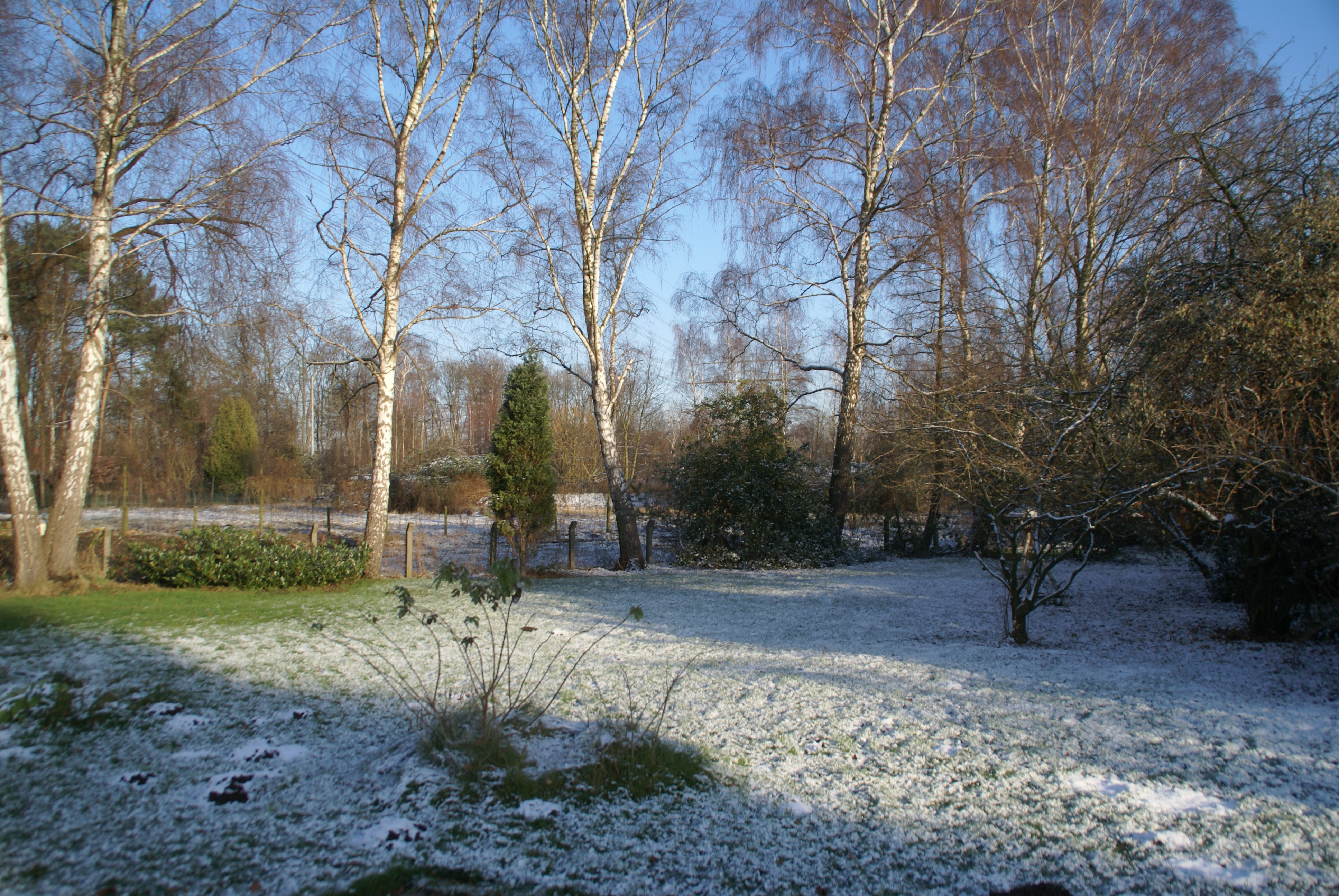
La vall del riu al carrer Hagendeel

L'Alte Kollau és un petit riu d'Hamburg (Alemanya). Neix a Lokstedt i desemboca al Kollau a Niendorf.
El nom es compon de dues arrels protogermàniques: Coll que significa aiguamoll i au (aigua, rierol). El prefix Alte (vell) data probablement de l'època de la construcció del ferrocarril de mercaderies circular (Güterumgehungsbahn), quan el Kollau va desviar-se al nord, a un llit nou paral·lel al ferrocarril. Un meandre llarg al sud del talús va tallar-se i prendre el nom vell.

## Afluent
- Geelebek

Fotos d'amunt a avall

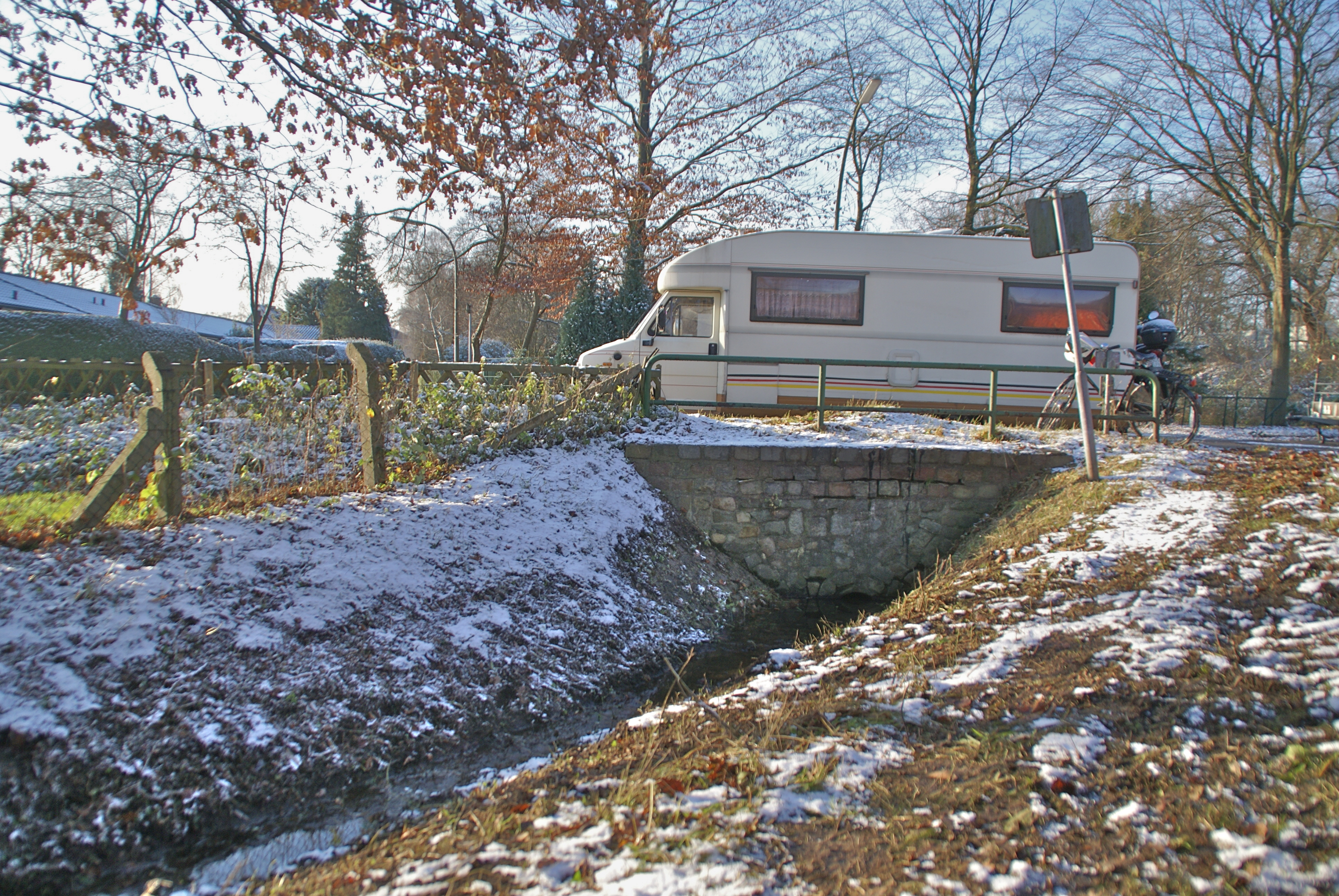
L’Alte Kollau sorgeix
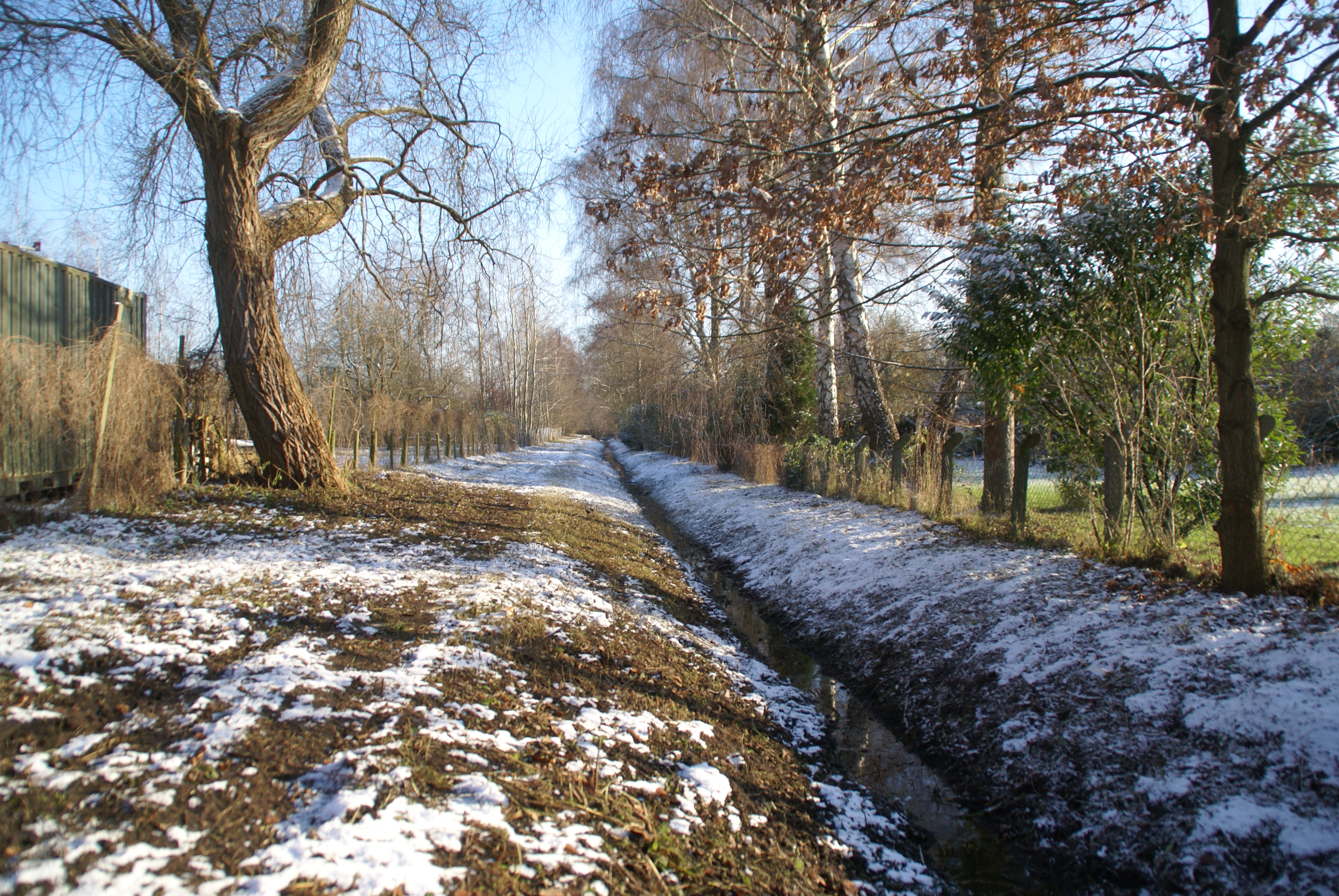
La vall del riu a Hagendeel

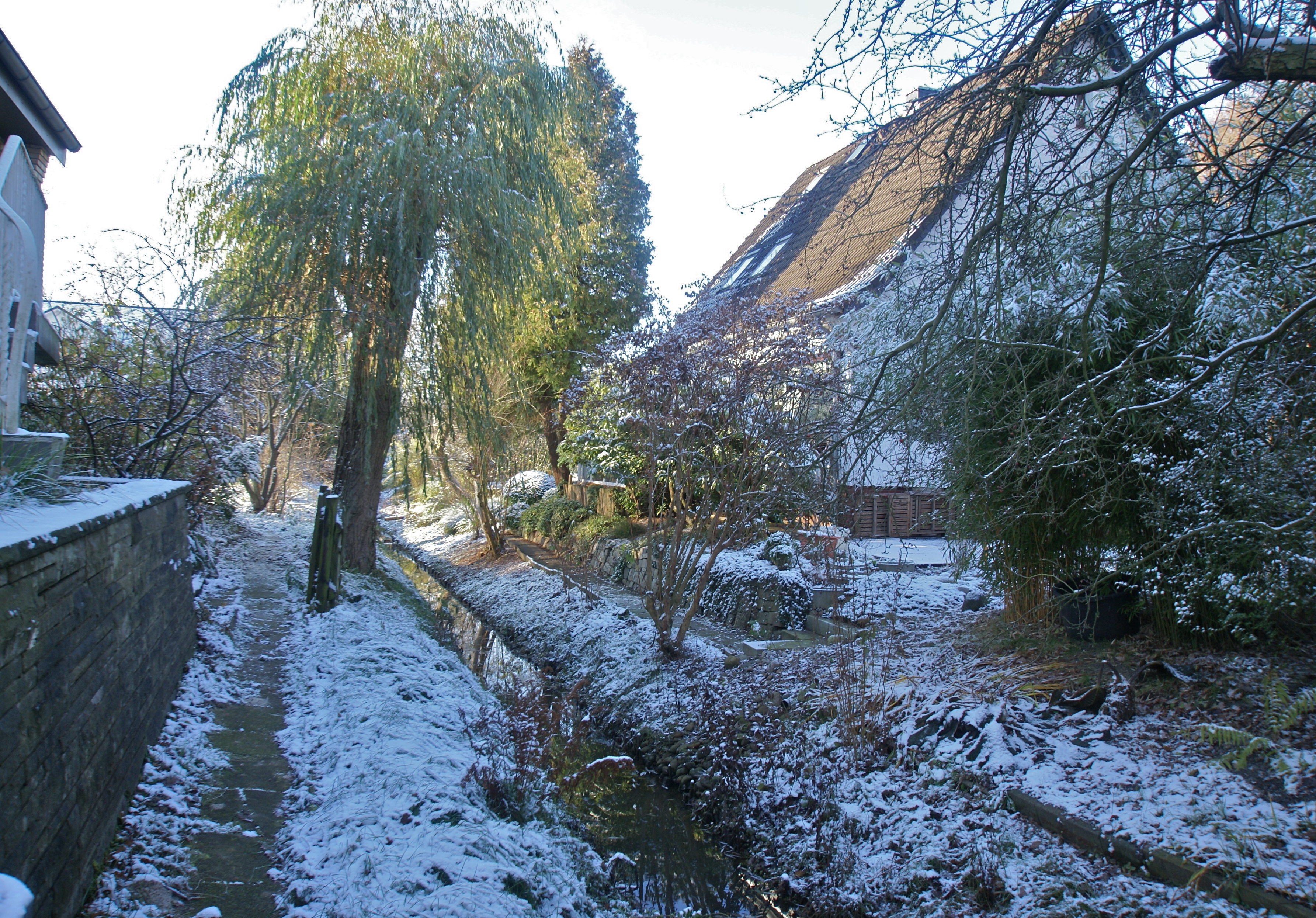
Prop del carrer Bullenredder
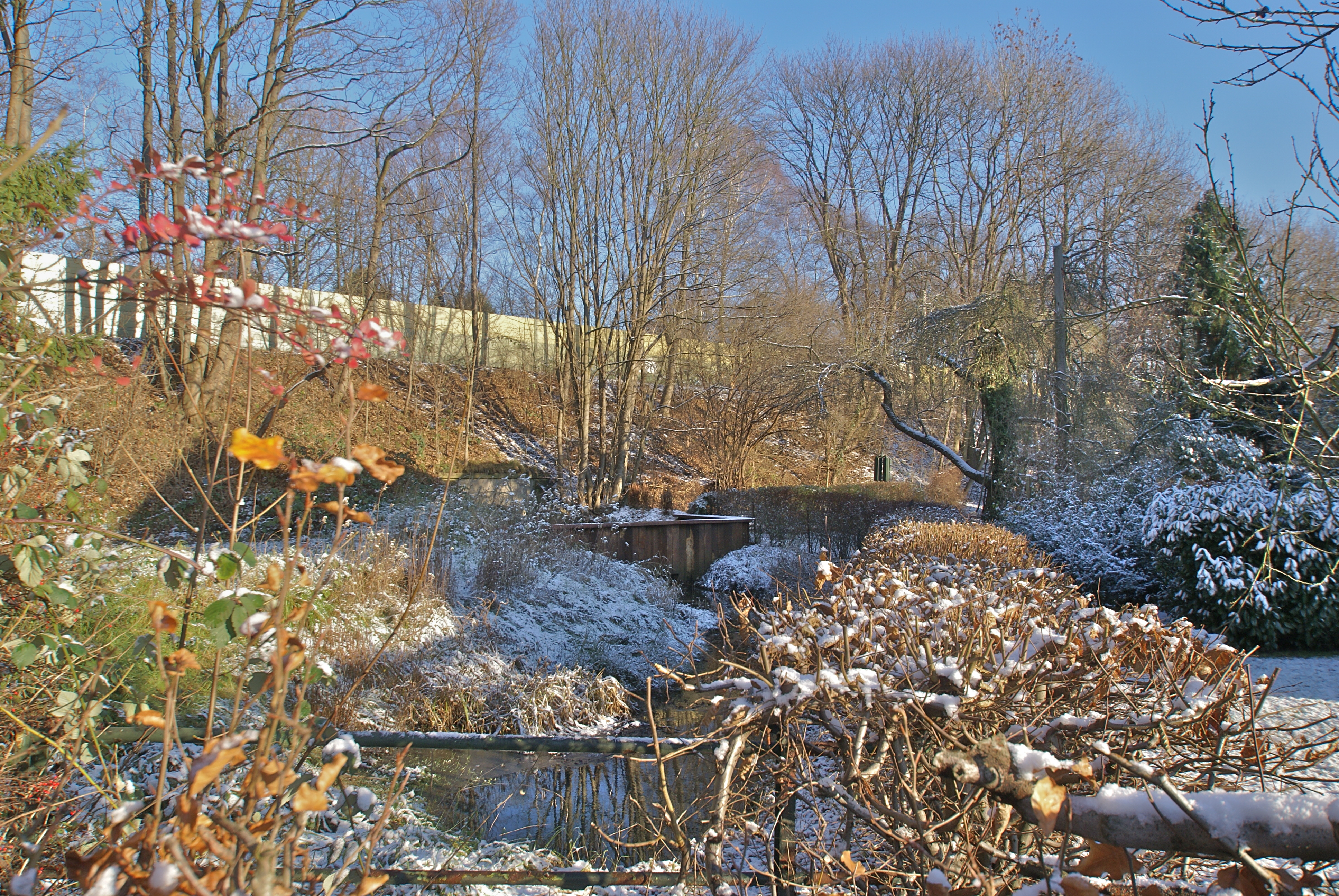
El riu desapareix sota el talús del ferrocarril, uns pocs metres abans l'aiguabarreig am Kollau